# Wrest Park
Wrest Park est un domaine situé à Silsoe, Bedfordshire, Angleterre. Il comprend Wrest Park, une maison de campagne classée Grade I, et Wrest Park Gardens, également classé Grade I, des jardins à la française entourant le manoir.

## Histoire

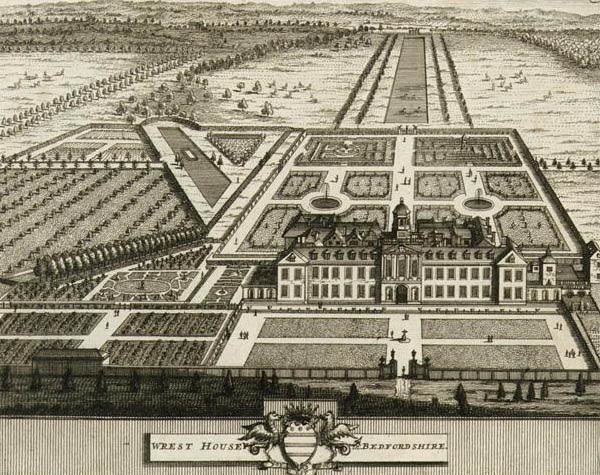
Wrest House vers 1708. Ce bâtiment a été remplacé dans les années 1830, mais les éléments formels du parterre du jardin subsistent de cette époque.

Thomas Carew (1595–1640) écrit son poème de maison de campagne "To My Friend GN from Wrest" en 1639 qui décrit l'ancienne maison qui est démolie entre 1834 et 1840.
La maison actuelle est construite en 1834–1839, selon les plans de son propriétaire Thomas de Grey (2e comte de Grey) (1781–1859), architecte amateur et premier président du Royal Institute of British Architects, qui s'est inspiré des bâtiments qu'il a vu lors de voyages à Paris. Il base sa maison sur des dessins publiés dans des livres d'architecture français tels que l'Architecture française de Jacques-François Blondel (1752). Les travaux sont supervisés en tant que commis des travaux sur place par James Clephan, qui a été commis des travaux au siège de Liddell, au château de Ravensworth dans le comté de Durham, et a récemment servi comme secrétaire professionnel et constructeur pour Lord Barrington.
Bien que Nikolaus Pevsner ait précédemment déclaré que Clephan est un architecte français qui conçoit la maison actuelle au lieu de De Grey l'architecte amateur, comme Charles Read l'a montré dans sa biographie de De Grey, Clephan (né Clapham) n'a en fait produit que des dessins de l'infrastructure de service, comme la plomberie et le drainage. La disposition décorative et les caractéristiques de la maison sont de la propre main de De Grey .
Wrest possède certains des premiers intérieurs néo-rococo d'Angleterre. Les salles de réception de la maison sont ouvertes au public.
Nan Ino Cooper dirige Wrest Park en tant qu'hôpital militaire pendant la Première Guerre mondiale, bien qu'un incendie en septembre 1916 ait interrompu cette utilisation de la maison . À la suite du décès de son frère Auberon Herbert (9e baron Lucas), elle hérite de son titre et de la maison et la revend en 1918. Elle est vendue après la guerre à MJG Murray, qui est associé au cricket dans le Bedfordshire. Au cours de son passage de 18 ans, une grande partie de la statuaire du jardin est vendue, tandis que de vastes abattages dépouillent le parc et le jardin de bon nombre de leurs arbres les plus anciens .
Il la vend à Sun Alliance Insurance en 1939 et, après la Seconde Guerre mondiale, elle devient un centre de recherche en ingénierie agricole moderne. English Heritage reprend la maison et les jardins en 2006 et lance un projet de restauration de 20 ans pour remettre les jardins dans leur état d'avant 1917 .

## Jardins

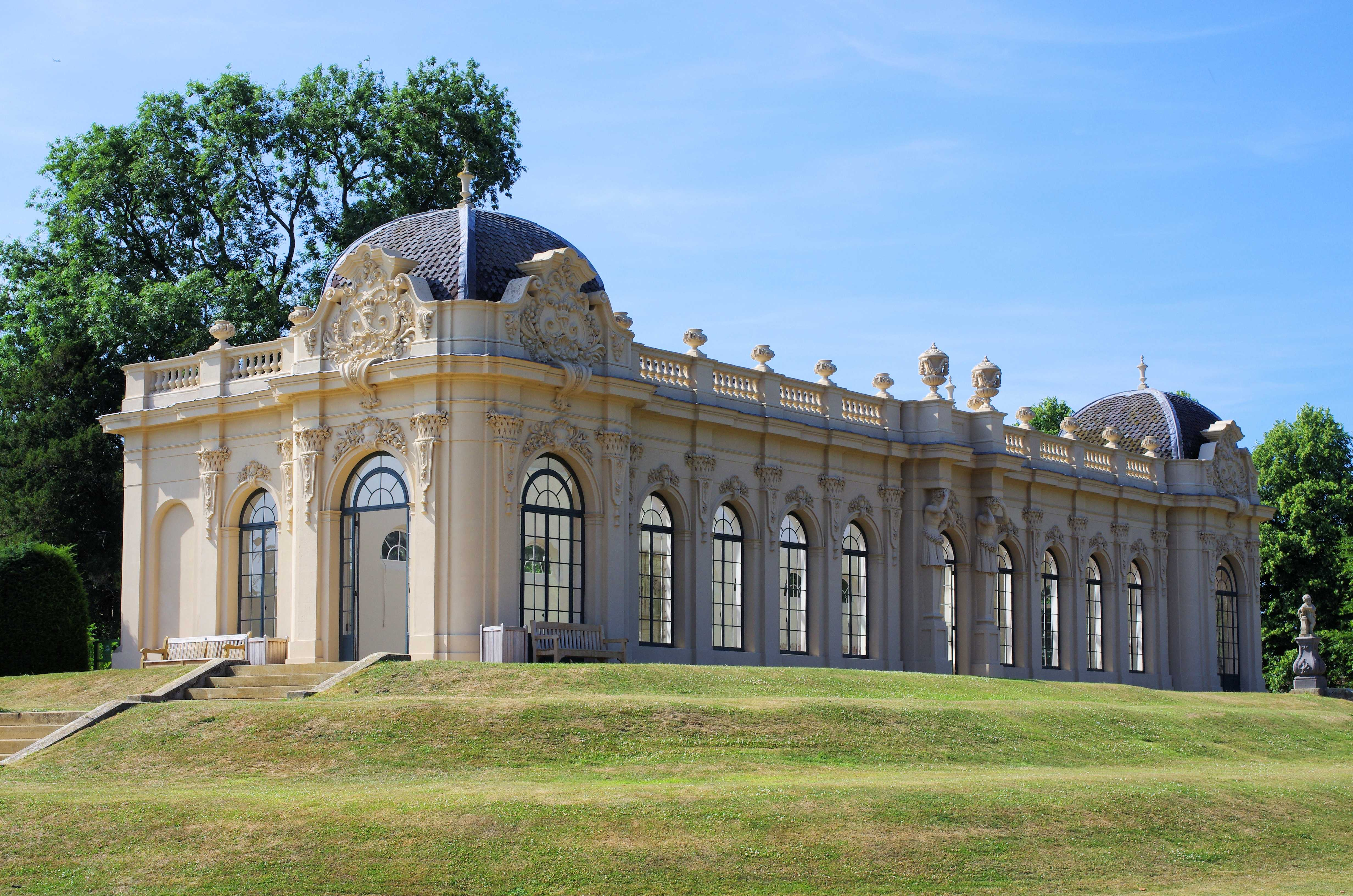
L'Orangerie

Wrest Park possède un jardin du début du XVIIIe siècle, réparti sur 92 acres (37,23 ha), qui a probablement été conçu à l'origine par George London et Henry Wise pour Henry Grey (1er duc de Kent), puis modifié pour sa petite-fille Jemima Yorke, 2e marquise Grey par Lancelot Capability Brown dans un style de paysage plus informel.
Le parc est divisé par une large promenade centrale en gravier, poursuivie par un long canal qui mène à une maison de banquet dans un pavillon baroque conçu par Thomas Archer (en) et achevé en 1711. Le concepteur de jardin Batty Langley est employé dans les années 1730. L'intérieur du pavillon est décoré d'impressionnantes colonnes ioniques en trompe-l'œil. Les canaux de délimitation sont modifiés pour prendre une forme plus naturelle par Capability Brown, qui y travaille entre 1758 et 1760, et qui entoure la zone formelle centrale d'un canal et d'un bois. Les jardins et les maisons de jardin sont cartographiés par John Rocque en 1735 . Au cours des XVIIIe et XIXe siècles , une orangerie et des fontaines en marbre sont ajoutées. Le bain public (parfois appelé bain romain, ermitage et grotte) est construit et ses terrains aménagés entre 1769 et 1772 environ ,.
En 1736, Horace Walpole visite Wrest lors d'un voyage à travers le Northamptonshire et le Bedfordshire. Il note des monuments dans le jardin à la mémoire des enfants du duc de Kent qui sont tous décédés avant lui, ainsi qu'un monument à Kent lui-même, alors encore en vie .
Un Wellingtonia planté en 1856 est dans ses premières années introduit dans la maison chaque année pour servir d'arbre de Noël, et est l'un des premiers exemples survivants connus au Royaume-Uni .

## Programme de restauration

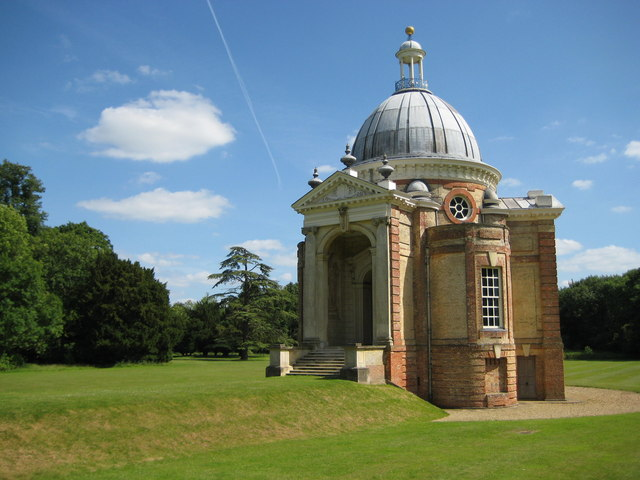
Pavillon conçu par Thomas Archer

À l'automne 2007 English Heritage annonce que la Fondation Wolfson a promis jusqu'à 400 000 £ pour la restauration d'un certain nombre d'éléments clés du domaine de Wrest Park, notamment l'entrée officielle du manoir, la statuaire du jardin, les balustrades et les portes.
En juillet 2010, English Heritage annonce avoir obtenu plus d'un million de livres sterling du Heritage Lottery Fund pour développer un nouveau centre d'accueil, un parking, un espace d'exposition et des sentiers accessibles. Les travaux sont achevés à l'été 2011  et le parc est ouvert au public le 4 août 2011 .
English Heritage et Historic England entreprennent un certain nombre d'enquêtes approfondies sur les jardins de Wrest dans le cadre du processus de restauration, notamment des études archéologiques  et géophysiques ,,. L'enlèvement d'une haie d'ifs envahie, dont les cartes suggéraient l'existence en 1717, conduit à une enquête dendrochronologique sur les troncs pour découvrir si les arbres enlevés sont d'origine ou faisaient partie de replantations ultérieures. La datation indique 1780-1800 .

## Mémorial de Capability Brown

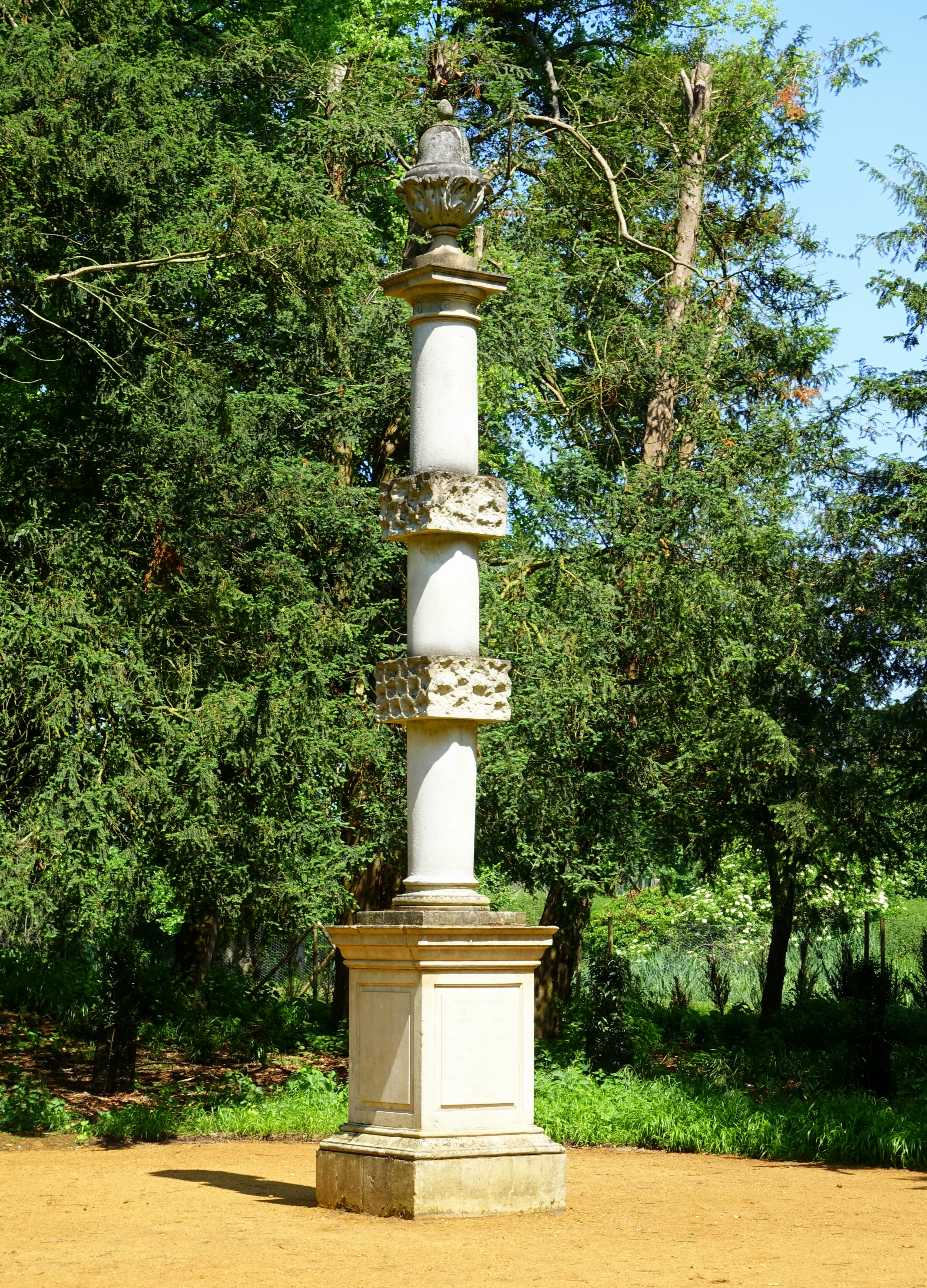
Colonne commémorative Lancelot "Capability" Brown

Il y a une colonne commémorative dédiée à Lancelot "Capability" Brown. Elle est à l'origine placée près de la Bowling Green House, qui est remodelé par Batty Langley en 1735, mais se trouve maintenant dans la partie est des jardins. La colonne porte l'inscription: "Ces jardins, initialement aménagés par Henry Duke of Kent, ont été modifiés par Philip Yorke (2e comte de Hardwicke) et Jemima, Marquise Grey avec l'assistance professionnelle de Lancelot Brown dans les années 1758, 1759, 1760".